# Lucio Salvidieno Rufo Salviano
Lucio Salvidieno Rufo Salviano (in latino: Lucius Salvidienus Rufus Salvianus; 10 circa – dopo il 61) è stato un magistrato e senatore romano, console dell'Impero romano.

## Biografia
Data la rarità del suo nomen gentis, Salviano è stato ritenuto con buon grado di possibilità discendente del generale e amico di Ottaviano Quinto Salvidieno Rufo Salvio, caduto poi in disgrazia nel 39 a.C.: ciò porterebbe a collocare la sua origine in area vestina o sabina, forse da Aveia. In ogni caso, Salviano era certamente imparentato biologicamente con Servio Cornelio Scipione Salvidieno Orfito, console ordinario del 51 e originariamente un Salvidienus adottato dai Cornelii Scipiones.
Non molto è noto della carriera di Salviano. Il primo incarico conosciuto lo vede però al vertice dello stato romano: egli fu infatti console suffetto al fianco di Fausto Cornelio Silla Felice per i mesi di novembre e dicembre del 52.
Infine, il secondo e ultimo incarico attestato vede Salviano in carica come legatus Augusti pro praetore di una provincia generalmente definita Illyricum nel luglio del 61: dal momento che le coorti ausiliarie nominate nel diploma che attesta il mandato di Salviano erano tutte stanziate in Pannonia, è certo che la provincia da lui governata fosse proprio la Pannonia, anche se la durata del suo mandato non è affatto certa.